# 鈴木心緒
鈴木 心緒（すずき こころ、2004年3月19日 - ）は青山学院大学に在学する日本の女子大生タレント・女優。「オールナイトフジコ」（フジテレビ）に「フジコーズ」としてレギュラー出演（学生番号10番）。

## 来歴
もともと女優志望で、2020年12月にワーナーミュージック・ジャパンが行った『New Princess Audition』で1000人以上の応募者の中から特別賞を受賞。2021年5月から所属。YouTubeや自主制作のフィルム映画等を中心に活動。
2023年の元日、ワーナーミュージック・ジャパンを退所したことを自身のInstagramで報告。
2023年4月15日（14日深夜）からフジテレビ系列で生放送されているバラエティ番組「オールナイトフジコ」で番組内の現役女子大生によるユニット「フジコーズ」として活動。

## 人物
- 愛称はこころん
- 趣味はお菓子作り・愛犬と遊ぶ・歌うこと・絵を描くこと
- 特技は巻き舌・早口言葉・変顔・努力することで、演技力が自慢
- 3匹の犬と暮らしている
- 妹が川崎鷹也のファンで「オールナイトフジコ」に川崎がゲストで駆けつけた際にはパフォーマンス中に涙ぐんでいた[3][4]。
- スタジオジブリ映画が好きで「オールナイトフジコ」番組内で「となりのトトロ」のワンシーンの再現を披露したほか、番組内での企画「フジコすぎて伝わないモノマネ選手権」ではカオナシのモノマネを披露した。
- フジコーズで出演した「TOKYO IDOL FESTIVAL 2023」では純情のアフィリアとのコラボステージで同じフジコーズの安藤令奈・今井陽菜と共にAKB48の「ヘビーローテーション」を歌い、センターを務めた[5]。
- 将来の夢はどんな色にも染まれる女優になること[6]

## 出演

### テレビ
- オールナイトフジコ（2023年4月15日 - 2025年3月21日、フジテレビ） - フジコーズとして

### ラジオ
- イマドキッキャンパスナイト（MBSラジオ）[7]
- アッパレやってまーす!（2024年3月24日、MBSラジオ）[8]
- オレたちゴチャ・まぜっ!〜集まれヤンヤン〜（2024年4月21日 - 2025年4月13日、MBSラジオ） - ヤンヤンガールズ16期生[9]

### ドラマ
- マイラブマイベイカー 第8話（関西テレビ・名古屋テレビ・テレビ神奈川ほか）[10]

### 映画
- 色のない少女（2023年9月1日公開、イントリニティ） - 咲 役[11][12]
- ノルマル17歳。-わたしたちはADHD-（2024年4月5日公開、アルケミーブラザーズ・八艶） - 主演・笠貝朱里 役[13][14]
- ゆい（公開未定） - 主演・くるる 役[15]

### 舞台
- 舞台ガクサイ（2023年11月22日 - 25日、フレキカ『コントニエンゲキニ』） - 茶山雪花 役[16]
- 劇団ココア「DEAD END DEVIL CITY『其ノ陸・伍』」（2024年5月15日 - 19日、下北沢・「劇」小劇場）[17]
- Poppin' Shower Produce vol.2『星空ハーモニー2024』♯チーム（2024年12月25日 - 29日、シアターグリーンBIG TREE THEATER）- 天枷水愛 役[18]
- UMIPROduce「くるわ、くるら」（2025年2月12日 - 16日、新宿・シアターモリエール） - いと 役[19]
- 舞台「G7」（2025年4月11日 - 15日、三越劇場）[20]

### YouTube
- 【美女インタビュー】女優を目指す、現役女子高生の体験談を聞いてみた[21]。

- YouTubeチャンネル　「これ本当らしいよ」[22][23][24]

### イベント
- オダイバ!!超次元音楽祭フユフェス2024（2024年2月24日・25日、ぴあアリーナMM）[25]
- 富士SUPER TEC 24時間レース（2024年5月25日、富士スピードウェイ）